# 에어프레미아

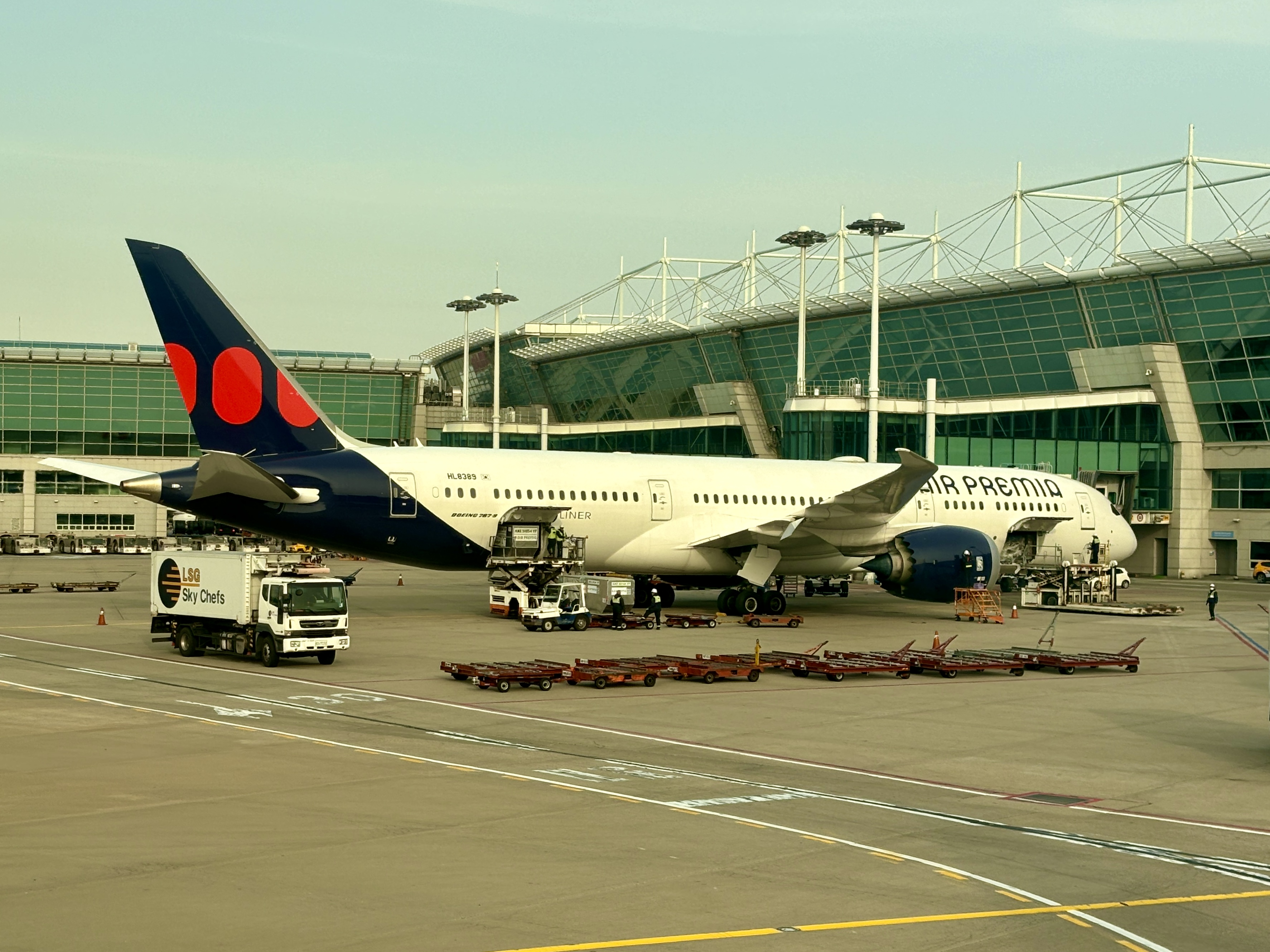
인천국제공항에 있는 에어 프리미아의 보잉787-9

에어프레미아(영어: Air Premia)는 대한민국 국적기로 중장거리전용 하이브리드 항공사다. 취항지는 일본 도쿄, 태국 방콕, 베트남 다낭, 홍콩, 미국 로스앤젤레스, 샌프란시스코, 뉴욕(EWR), 하와이(호놀루루) 등에 취항 했으며 국내 최초 하이브리드(HSC) 항공사이다.
처음에는 에어버스 A330neo와 보잉 787 드림라이너를 후보로 두었고, 2019년 1월 보잉 787-9를 도입하는 것으로 최종 확정되었다. 총 10기를 도입할 예정이라고 알려져 있으며 현재 8대를 운용중에 있고 2025년 말까지 1대를 추가로 도입할 예정이며 , 309석 규모이다. 처음으로 도입하게 된 기종이 드림라이너라고 불리는 보잉 787-9 기종이다. 이 기종으로만 운항할 계획이다. 로고는 항공기의 창문 모양은 본떠 제작했다고 한다. 승무원 유니폼에도 이 창문 모양이 그려져 있다.

## 회사
에어프레미아는 인천국제공항을 허브로 하는 국내 최초 하이브리드 항공사(Hybrid Service Carrier, HSC)다. 2021년 12월 첫 국제선으로 싱가포르 취항을 시작으로 해외 여행이 풀리면서 국제선 운행을 하고 있다. 코로나 바이러스로 인해 국내선, 무기착비행 등을 비정기적으로 실시하고 있었으며, 2022년 7월 15일 싱가포르를 시작으로 여객편 운항을 시작하였다.

## 역사

### 2010년대

#### 2017년
- 7월: 에이피에어 설립

#### 2018년
- 5월: 에어프레미아로 사명 변경
- 10월: 국제항공운송사업자 면허 신청서 제출 및 LA 한인상공회의소와 마케팅 협력을 위한 MOU 체결
- 11월: 국제항공운송사업자 면허 신청서 재제출

#### 2019년
- 1월: 국토교통부에 항공운송사업 신청
- 1월: 보잉 787-9 항공기 도입 확정
- 3월 5일: 국제항공운송사업 면허 취득
- 11월 2일: 보잉 787-9 항공기 5대 구매

### 2020년대

#### 2020년
- 2월 12일: 운항증명(AOC) 신청

#### 2021년
- 4월 2일: 1호기 (보잉 787-9) 도입(HL8387)
- 8월 11일: 서울(김포) - 제주 취항
- 10월 30일: 국내선 운항 종료
- 12월 24일: 서울(인천) - 싱가포르 화물편 정기취항

#### 2022년
- 1월 15일: 서울(인천) - 호찌민 화물편 정기취항
- 7월 15일: 서울(인천) - 싱가포르 여객편 정기취항
- 9월 23일: 2호기 (보잉 787-9) 도입(HL8517)
- 10월 6일: 서울(인천) - 호찌민 여객편 정기취항
- 10월 8일: 3호기 (보잉 787-9) 도입(HL8388)
- 10월 29일 : 서울(인천) - 로스앤젤레스 여객편 정기취항
- 12월 23일 : 서울(인천) - 도쿄(나리타) 여객편 정기취항

#### 2023년
- 4월 1일 : 4호기 (보잉 B787-9) 도입 (HL8516)
- 5월 22일 : 서울(인천) - 뉴어크 여객편 정기취항
- 5월 27일 : 서울(인천) - 방콕(수완나품) 여객편 정기취항
- 5월 28일 : 5호기 (보잉 B787-9) 도입 (HL8389)
- 6월 23일 : 서울(인천) - 프랑크푸르트 여객편 정기취항
- 12월 29일 : 프랑크푸르트 노선 단항
- 12월 31일 : 서울(인천) - 호놀롤루 부정기취항

## 기내 서비스

### 기내식
기내식으로는 한식과 양식이 주를 이룬다. 와이드 프리미엄 클래스와 이코노미 클래스의 기내식은 에어프레미아의 특색있는 오벌 타입의 재사용 가능한 식기에 서비스 되며 와이드 프리미엄 클래스의 경우 주류도 서비스 된다. 단거리 노선 (eg., 일본 도쿄)은 와이드 프리미엄 클래스만 기내식이 제공된다. 
와이드 프리미엄 Wide Premium (WP)
일반 메뉴로 비빔밥, 갈비찜, 떡갈비, 김치 제육, 파스타, 따듯한 죽, 오믈렛 등이 제공된다. 와인과 커피를 제공한다 기내식에 과일 또는 디저트가 포함되어 있다.
이코노미 Economy (EY)
마찬가지로 일반 메뉴로 비빔밥, 김치 제육, 파스타, 핫케익, 오믈렛 등이 제공된다. 와이드 프리미엄 클래스와 다르게 커피만 제공하고 휘낭시에나 크루키와 같은 디저트가 제공된다.  
특별 기내식
건강(각종 질병 및 특정 식품에 대한 알레르기 등), 연령 등의 이유로 정규 기내식을 못먹는 승객을 위해 제공되며, 항공기 출발 48시간 전까지 예약센터로 전화 요청 또는 홈페이지를 통해 신청한 사람에 한하여 탑승 후 제공된다.
특별 기내식에는 유아식 및 아동식(Baby Meal), 야채식(순수 채식), 식사조절식(당뇨식), 기타 특별식(해산물, 과일)이 있다.

### 엔터테인먼트
기내 엔터테인먼트 프로그램
개인용 모니터로 제공되는 주문형 프로그램. 터치 스크린을 이용해 원하는 영화와 영상물, 음악을 이용할 수 있다.
기내 와이파이
기내에 와이파이가 있어 유료로 사용이 가능하다.

## 좌석 구분
와이드 프리미엄은 56석, 이코노미는 총 253,  총 309석으로 배치되어 있다. 에어프레미아의 이코노미석 석은 타항공사들이 추가 운임을 받는 이코노미플러스석보다 넓은 수준이다.

## 운항 노선
|  | 허브        |
|  | 취항 예정지 |
|  | 전세편 노선 |
|  | 단항 노선   |

| 서울/인천 \|\| align=center\|ICN \|\| align=center\|RKSI \|\| 인천              | 허브                |                               |
| 서울/김포 \|\| align=center\|GMP\|\|align=center\|RKSS \|\| 김포                | [ 2 ] [ 3 ]         | 일 2회 운항, 제주국제공항 행  |
| 제주 \|\| align=center\|CJU \|\| align=center\|RKPC \|\| 제주                   | [ 2 ] [ 3 ]         | 일 2회 운항, 김포국제공항 행  |
| 도쿄 \|\| align=center\|NRT \|\| align=center\|RJAA \|\| 나리타                 |                     | 주 6회 운항, 인천국제공항 발  |
| 홍콩 \|\| align=center\|HKG \|\|align=center\|VHHH \|\| 홍콩                    | [ 4 ]               | 주 4회 운항, 인천국제공항 발  |
| 다낭 \|\| align=center\|DAD \|\| align=center\|VVDN \|\| 다낭                   | [ 5 ]               | 주 4회 운항, 인천국제공항 발  |
| 호찌민 \|\| align=center\|SGN\|\|align=center\|VVTS \|\|떤썬녓                  | [ 6 ] [ 7 ] [ 8 ]   | 주 3회 운항, 인천국제공항 발  |
| 싱가포르 \|\| align=center\|SIN \|\| align=center\|WSSS \|\| 창이               | [ 9 ] [ 10 ] [ 11 ] | 주 4회 운항, 인천국제공항 발  |
| 방콕 \|\| align=center\|BKK\|\|align=center\|VTBS \|\| 수완나품                 | [ 12 ]              | 주 5회 운항, 인천국제공항 발  |
| 프랑크푸르트 \|\| align=center\|FRA \|\| align=center\|EDDF \|\| 프랑크푸르트   | [ 13 ]              | 주 4회 운항, 인천국제공항 발  |
| 앙카라 \|\| align=center\|ESB \|\| align=center\|LTAC \|\| 에센보가             | 부정기 노선         | 주 1회 운항, 인천국제공항 발  |
| 오슬로 \|\| align=center\|OSL \|\| align=center\|ENGN \|\| 가더모엔             | [ 15 ]              | 주 2회 운항, 인천국제공항 발  |
| 뉴어크 \|\| align=center\|EWR \|\| align=center\|KEWR \|\| 뉴어크               | [ 16 ] [ 17 ]       | 주 7회 운항, 인천국제공항 발  |
| 로스앤젤레스 \|\| align=center\|LAX \|\| align=center\|KLAX \|\| 로스앤젤레스   | [ 18 ] [ 19 ]       | 주 14회 운항, 인천국제공항 발 |
| 샌프란시스코 \|\| align=center\|SFO \|\| align=center\|KSFO \|\| 샌프란시스코   | [ 20 ]              | 주 5회 운항, 인천국제공항 발  |
| 호놀룰루 \|\| align=center\|HNL \|\| align=center\|PHNL \|\| 다니엘 K. 이노우에 | [ 21 ]              | 주 4회 운항, 인천국제공항 발  |

## 보유 기종
- 2025년 6월 기준으로 에어 프레미아는 다음과 같이 보유하고 있다.[22][23]

## 사건사고
- 2022년 12월 19일 : 인천공항 제1터미널 계류장에서 라오스 비엔티안으로 떠날 예정이던 라오항공 에어버스 A320 (RDPL-34199)여객기가 견인중이던 에어프레미아 보잉 787(HL8517) 항공기와 충돌하였다.

## 같이 보기
- 하이브리드 항공사